# Scania N113
Scania N113 var et buschassis med tværliggende hækmotor bygget af Scania mellem 1988 og 1999. I Sverige var dette chassis oftest bygget af Scania selv og benævnt Scania CN113, men i mange andre lande fandtes der andre karrosseriopbyggere som f.eks. Ajokki og Carrus i Finland eller Walter Alexander Coachbuilders i Storbritannien. Der fandtes også et højere chassis, Scania K113 med langsliggende motor, men dette chassis var beregnet til langturskørsel og kunne i Sverige være opbygget af Scania selv (Scania CK113) eller af f.eks. Carrus eller Van Hool.
N113 fandtes som lavgulvsbus (N113CLB-LG), med normalt gulv (N113CLB) eller som ledbus (N113ALB). De højrestyrede udgaver kaldtes N113CRL, N113CRB (N113ALB og N113CLB-LG fandtes aldrig med højrestyring), i stedet fandtes der en højrestyret dobbeltdækkerudgave til bl.a. Storbritannien, Hong Kong og Japan kaldet N113DRB. Denne model solgtes aldrig i Sverige og aldrig som venstrestyret.
Motoren var en 11-liters stående lastbilsmotor monteret helt bagest på tværs. N113-chassiset fandtes kun med fuldautomatisk gearkasse med 2, 3 eller 4 gear. N113 havde én eller to kølere, afhængigt af om motoren var ladeluftkølet eller ikke (dvs. udstyret med intercooler). Kølerne var monteret på venstre side, på begge sider af venstre baghjul.
Det sidste N113-chassis gik ud af produktion i 1999. Da var de efterfølgende chassiser, L94 og N94 allerede blevet bygget i to år.